# Warza
Warza é uma vila e antigo município da Alemanha localizado no distrito de Gota, estado da Turíngia.  Pertencia ao verwaltungsgemeinschaft de Mittleres Nessetal. Desde 1 de janeiro de 2019, faz parte do município de Nessetal.